# John G. Roberts
John Glover Roberts Jr. (Buffalo, 27 gennaio 1955) è un giurista e avvocato statunitense, dal 2005 Presidente della Corte Suprema degli Stati Uniti.

## Biografia
Roberts è stato precedentemente giudice della Corte d'Appello federale del Distretto di Columbia. Ancora prima ha esercitato per 14 anni la professione di avvocato ed ha avuto incarichi nel Partito Repubblicano e nelle amministrazioni presidenziali repubblicane, in particolare al Dipartimento della Giustizia ed al Consiglio della Casa Bianca.
Il 9 luglio 2005 il Presidente George W. Bush lo ha designato Giudice Associato della Corte Suprema, in sostituzione di Sandra Day O'Connor. In seguito, però, a causa della scomparsa del Giudice Capo William Rehnquist, il Presidente Bush ha deciso di dirottare Roberts su quell'incarico, designandolo Giudice Capo. In pari tempo Bush ha chiesto ai senatori di accelerare le audizioni e tutti gli altri atti del procedimento di conferma di Roberts in modo da coprire in tempi brevi la vacanza e favorire il plenum della Corte per l'inizio dell'anno giudiziario che avviene all'inizio di ottobre.
Il 22 settembre il comitato giudiziario del Senato degli Stati Uniti ha approvato la nomina di Roberts con un voto di 13-5. Roberts è stato quindi confermato dal Senato in aula il 29 settembre con un voto di 78-22, col voto favorevole di tutti i repubblicani, di 22 democratici e di James Jeffords, l'unico senatore non appartenente a nessuno dei due gruppi.

## Mandato da Presidente della Corte Suprema

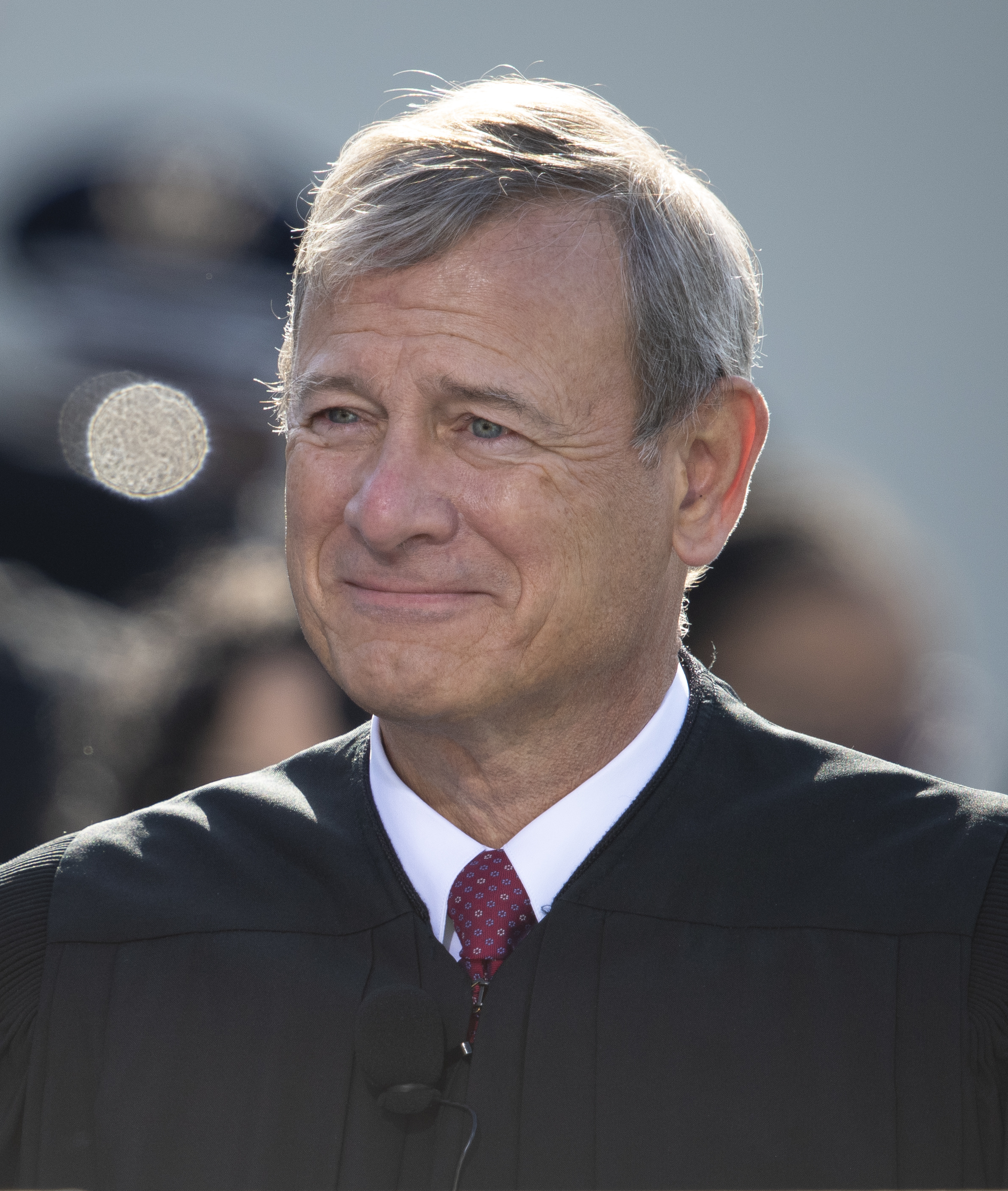
Roberts nel 2021

Roberts ha una filosofia giuridica di stampo istituzionalista e moderatamente conservatrice. 
Alcune delle più importanti sentenze da lui redatte dal 2005 sono:
- National Federation of Independent Business v. Sebelius, che ha dichiarato costituzionale gran parte della riforma Obamacare;[2]
- Shelby County v. Holder, che ha dichiarato l'incostituzionalità di alcune parti significative del Voting Rights Act del 1965;
- Students for Fair Admissions v. Harvard, che ha dichiarato l'incostituzionalità di una selezione che tenga conto dell'etnia (c.d. affirmative action);[3]
- Trump v. United States, che ha garantito una parziale immunità per gli "atti ufficiali" al Presidente degli Stati Uniti.[4]

Roberts è stato parte della minoranza della Corte (la parte il cui ragionamento non ha prevalso) nell'importante causa Obergefell v. Hodges, dove la Suprema Corte ha stabilito il diritto al matrimonio tra persone dello stesso sesso in tutti gli Stati Uniti.
Nel 2022 ha dichiarato di essere solo parzialmente d'accordo con la sentenza Dobbs v. Jackson, che ha abrogato Roe v. Wade e, di conseguenza, il diritto all'aborto a livello federale.
Da Presidente della Corte Suprema ha amministrato sinora i giuramenti presidenziali di Barack Obama (2009 e 2013), di Donald Trump (2017 e 2025) e di Joe Biden (2021).